# 731-es alakulat

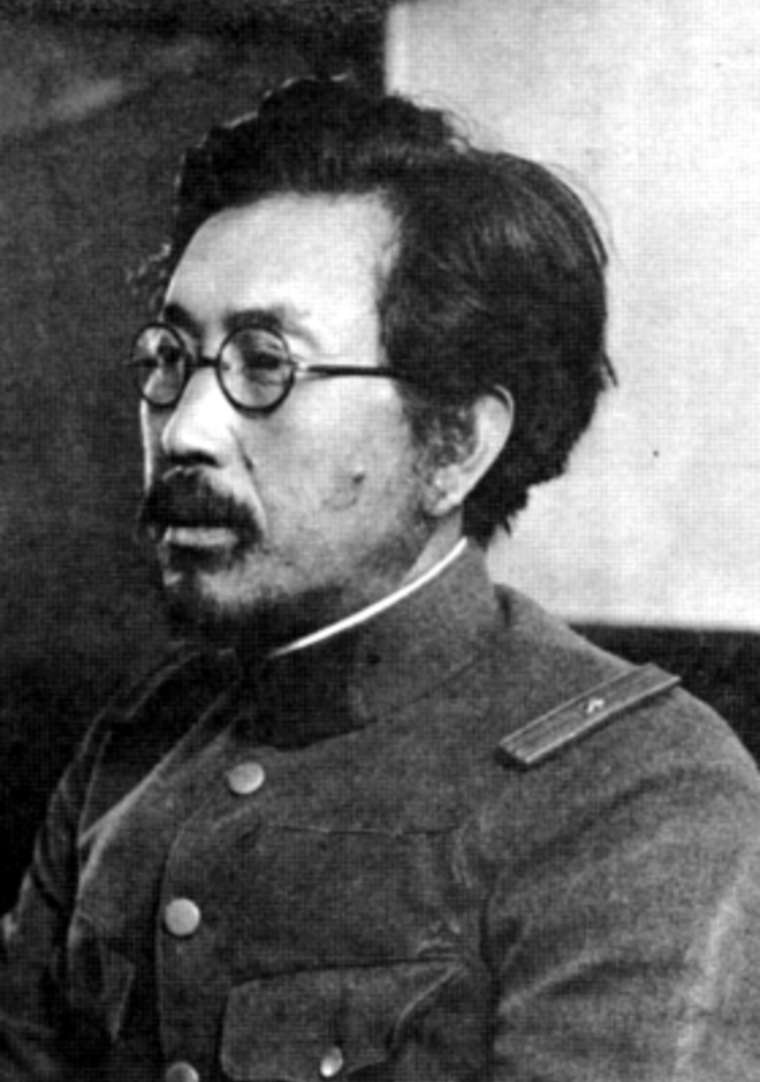
Dr. Isii Siró, az alapító és a parancsnok 1942-ig

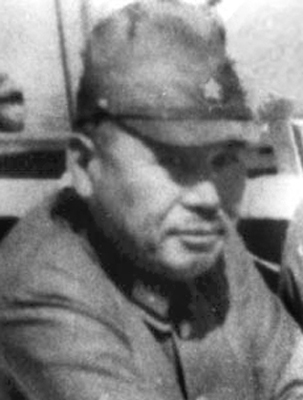
Dr. Kitano Maszadzsi, az alakulat 2. parancsnoka 1944-től, később látványos gyógyszeripari karriert futott be

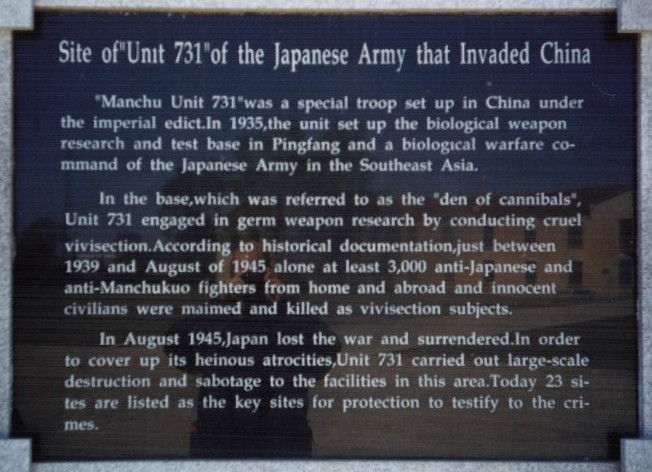
Emléktábla Harbinban

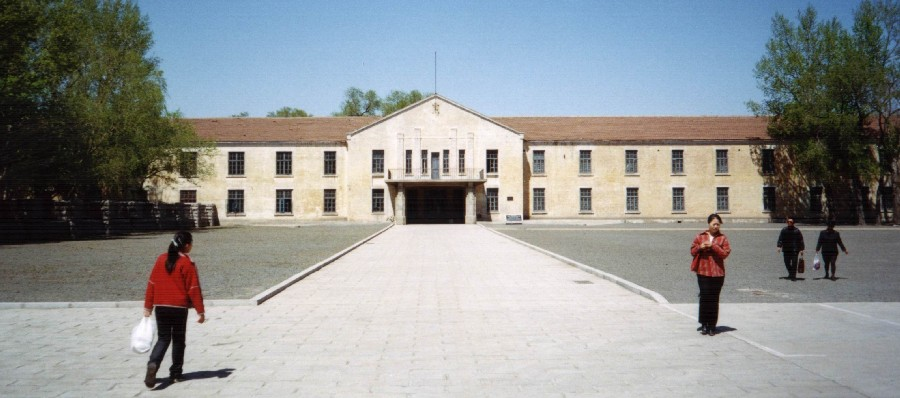
Az egyik épület emlékhelyként szolgál

A 731-es alakulat (731 部隊), más néven 731-es egység a Japán Császári Hadsereg titkos biológiai és vegyi hadviselési egysége volt. Páratlan brutalitással folytatott tömeges emberkísérleteket és népirtást a második kínai–japán háború (1937–1945) és a második világháború (1939-1945) során Mandzsúriában.
Bár a világban főként a fenti kódnéven ismert, az egység hivatalos neve Kempeitai Járványmegelőzési Kutatólaboratórium Politikai Osztály volt. Eredetileg a Kempeitai katonai rendőrség keretein belül alapították, hogy tömegpusztító fegyvereket fejlesszen a kínaiak, és talán a szovjetek ellen.

## Leírás
Az egység központja Harbinban (Pingfang kerület) volt, mely a háború során a japánok által létrehozott mandzsu bábállam, Mandzsukuo legnagyobb városa volt.
Több mint tízezer emberen folytattak kísérleteket, a hatezer halálos áldozat közül mindössze 230 neve ismert. Mivel az egység egy volt fűrészüzem területén működött, a japánok áldozataikat "fahasáb"-nak hívták, és csak sorszámmal azonosították. Az áldozatok egy részét a Kempeitai katonai rendőrség szállította.
A pingfangi állomáson meggyilkolt áldozatok több mint 95%-a kínai vagy koreai civil vagy katona volt. A többiek a Japán Birodalom akkori délkelet-ázsiai gyarmatairól származtak, egy kis részüket pedig mint a szövetséges országokból származó hadifoglyot áldozták fel. Ezek az áldozatok azonban csak a biológiai fegyverek fejlesztését és termelését szolgálták.
A fegyvereket a kínai lakosság és a hadsereg ellen egyaránt bevetették. A halálos áldozatok számát szakértők 2002-ben 580 ezerre becsülték, míg a korábbi becslések 200 ezer halálos áldozatot valószínűsítettek.
A 731-es alakulat alárendeltségébe tartozott számos további, alárendelt egység, melyek szintén a biológiai fegyverek fejlesztésével foglalkoztak. Ezek az 516-os alakulat (Csicsihar), 543-as alakulat (Hailar), 773-as alakulat (Szongo-egység), 100-as alakulat (Changchun), 1644-es alakulat (Nanking), 1855-ös alakulat (Peking), 8604-es alakulat (Kanton), 200-as alakulat (Mandzsúria) és 9420-as alakulat (Szingapúr).
A 731-es alakulatban aktív tudósok közül sokan jeles karriert futottak be a háború utáni Japánban mint politikusok, tudósok, üzletemberek vagy orvosok. Csak néhányuk került szovjet hadifogságba, őket a Habarovszki perben vonták felelősségre. A többség azonban amerikai megszállás alá került, és őket sosem fogták perbe. Douglas MacArthur, a szövetséges hadseregek korábbi főparancsnoka 1947-ben azt javasolta, hogy a biohadviselésre vonatkozó adatokért cserébe biztosítani kell Isii Sirót, hogy az információ a hírszerzés keretein belül marad, és nem használják fel a háborús bűnösök ellen indítandó perekben. Az erről szóló megegyezés végül 1948-ban született meg.
Az ENSZ az emberiesség elleni bűncselekménynek nyilvánította a 731-es alakulat tevékenységét.

## Megalakulása
1932-ben Isii Siró (石井四郎; Hepburn: Ishii Shirō) a Japán Császári Hadsereg orvos-ezredes tisztje, és Araki Szadao hadügyminiszter személyes pártfogoltja, megkapta a Hadsereg Járványmegelőzési Kutató Laboratóriuma parancsnokságát. Harbintól 100 kilométerre, egy faluban felépítette embereivel a Zhong Ma Fogolytábort. Isii titkos kutatócsoportot (Togo Egység) szervezett, hogy itt kémiai és biológiai kutatásokat folytasson. 1935-ben egy börtönlázadás után bezárták ezt a tábort, Pingfangba költöztek, 24 kilométerre Harbintól, hogy ott egy új, nagy telephelyet alapítsanak.
1936-ban Hirohito császár dekrétumában engedélyezte az egység növelését, valamint a Kvantung-hadseregbe való integrálását Járványmegelőzési Osztály néven. A szervezet két részre oszlott, "Isii Egység" és "Vakamacu Egység" néven. 1940 augusztusától ezek együttes neve lett a Kvantung-hadsereg Járványmegelőzési és Víztisztító Osztálya (関東軍防疫給水部本部) vagy röviden 731-es alakulat (満州第731部隊).

## Tevékenysége

### Az áldozatok összegyűjtése
A Maruta kódnevű program célja a kísérleti alanyok begyűjtése volt. Az áldozatokat fahasábnak (丸太; Hepburn: maruta) hívták, mivel a telep egy volt fűrészüzemben helyezkedett el. A kísérleti alanyok közt közönséges bűnözők, banditák, partizánok, politikai foglyok, vagy a titkosrendőrség által gyanúsnak vélt egyéb emberek is voltak. Feláldoztak gyermekeket, időseket, és terhes asszonyokat is.

### Élveboncolások
Érzéstelenítés nélkül, élve boncoltak fel embereket. Előbb megfertőzték őket különböző kórokozókkal, majd eltávolították egyes szerveiket, hogy azokon a fertőzés folyamatát tanulmányozzák. Férfiakat, nőket, terhes asszonyokat és gyermekeket egyaránt feláldoztak. Egy aktív résztvevő, Dr. Juasza Ken a Japan Times-nak nyilatkozott 2007-ben. Véleménye szerint legalább ezer ember, köztük orvosok végeztek hasonló tevékenységet Kínában.

### Fegyverkísérletek
Élő foglyokon vizsgálták a gránátrobbanás és a lángszóró hatását különböző távolságok és testhelyzetek esetén. Kikötözött foglyokat használtak célpontul a különböző biológiai és kémiai harcanyagok hatékonyságának elemzésére.

### Biológiai hadviselés
Foglyokat fertőztek pestissel, kolerával, fekete himlővel, és mérgeztek botulinum toxinnal. E kutatások új fegyverek kifejlesztéséhez vezettek, mint amilyen pl. a pestissel fertőzött bolhákat tartalmazó kerámia bomba volt. A kórokozókkal töltött kerámia (porcelán) bombák ötletét Isii vetette fel 1938-ban.
E bombák lehetővé tették, hogy a japán hadsereg biológiai támadásokat hajtson végre, és megfertőzze a mezőgazdaságot, a kutakat, a víztározókat stb. lépfenével, pestist hordozó bolhákkal, hastífusszal, kolerával, és más halálos kórokozókkal. A biológiai bombákkal való tesztek során a japán tudósok védőöltözetet viselve vizsgálták a haldokló áldozatokat. Kína meg nem szállt területein repülőgépekről dobtak le fertőzött élelmiszer- és ruhacsomagokat. Fertőzött élelmiszert és édességet osztottak gyermekeknek. Az így kiváltott kolera-, lépfene- és pestisjárvány mintegy 400 ezer polgári lakos életét követelte.

## Felszámolása

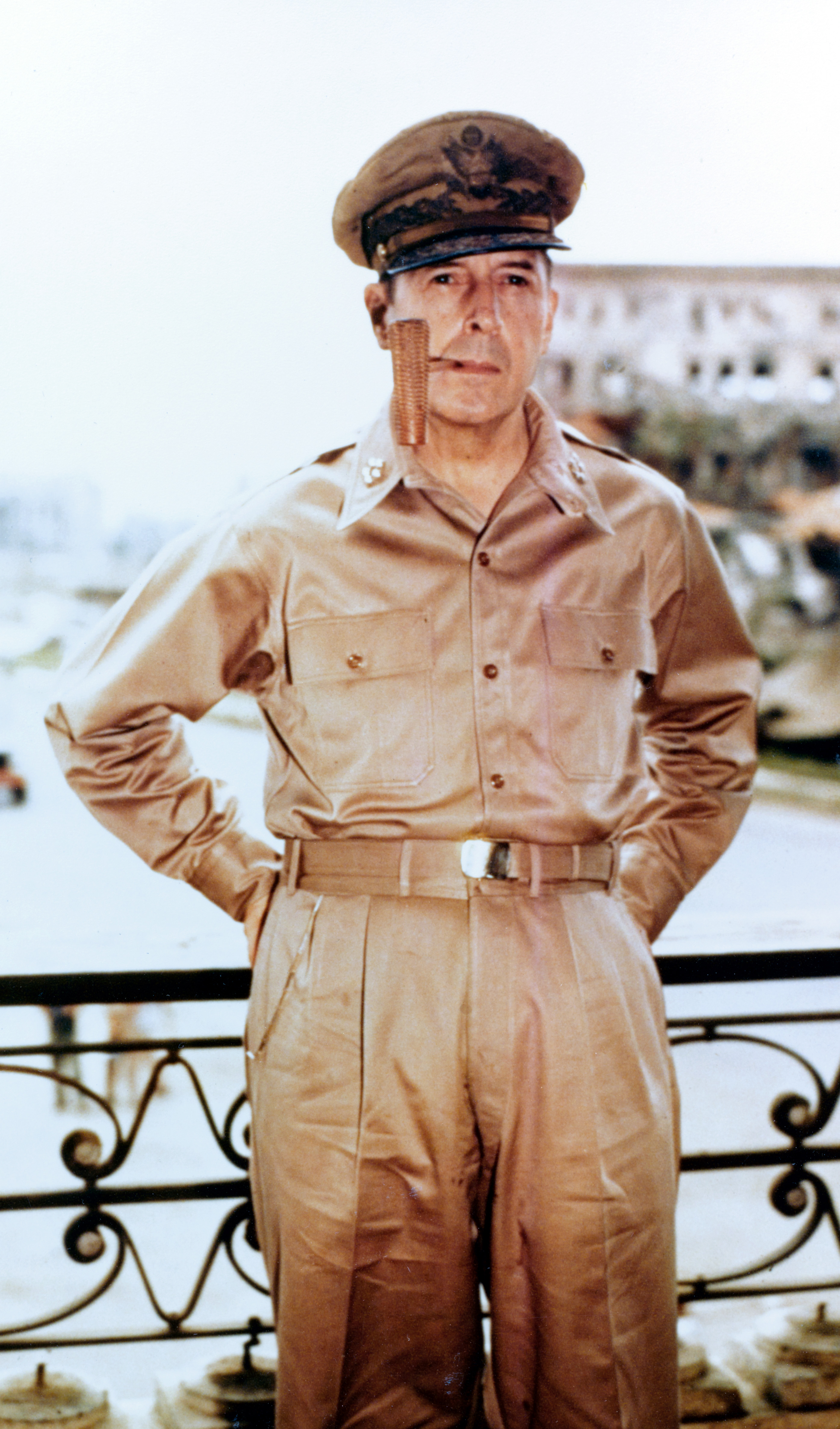
MacArthur garantálta az alakulat tagjainak büntetlenségét

A "kísérletek" és a katonai akciók a világháború végéig tartottak. Isii 1944 májusától szorgalmazta a biofegyverek bevetését a csendes-óceáni hadszíntéren, de erőfeszítései kudarcot vallottak. Mandzsúria szovjet megszállása miatt sietve el kellett menekülniük, 1945 augusztusában Isii és emberei családjaikkal együtt Japánba menekültek. Minden ember parancsot kapott, hogy titkait mindhalálig őrizze meg. A legénység tagjainak kálium-cianid fiolákat osztottak ki arra az esetre, ha fogságba kerülnének. Egy visszamaradó utóvéd csoport felrobbantotta az épületeket, hogy eltüntesse a nyomokat, de az erős szerkezetű épületek ezt viszonylag kis károsodással vészelték át.
Miután Japán megadta magát a szövetségeseknek 1945 augusztusában, Douglas MacArthur tábornok lett a szövetséges megszálló erők főparancsnoka. MacArthur a biohadviselés kutatási eredmények átadásáért cserében garantálta a 731-es alakulat tagjainak büntetlenségét. A hidegháborús korszak kezdetén az USA valószínűleg magának akarta megszerezni a technológiai tudást, illetve el akarta zárni azt a Szovjetunió elől. Hasonló kutatások végzése a nyugati világban elképzelhetetlen volt.
A háborús bűnösök tokiói perében mindössze egyetlen utalás hangzott el japán "mérgező szérumok" bevetéséről a kínai lakosság ellen, ez is valószínűleg véletlenül történt. Sir William Webb bíró azonban bizonyítékok hiányában ejtette ezt az ügyet. A  tokiói per során a szovjetek sem emeltek szót e kérdésben, de a habarovszki per során 1949 decemberében a 731-es alakulat és a társult egységek 12 általuk elfogott vezetőjét 2-25 év kényszermunkára ítélték. Mivel azonban 1956-ban valamennyien hazatérhettek Japánba, felmerül a gyanú, hogy ők is értékesnek vélt technológiai információval fizettek fogvatartóiknak.
A 731-es alakulat egyes tagjai később látványos karriert futottak be a japán orvosi szakmában. Az alakulat 2. parancsnoka, Dr. Kitano Maszadzsi a legnagyobb japán gyógyszergyár, a "Zöld Kereszt" vezetője lett. Mások amerikai támogatással működő orvosi intézményeket vezettek, vagy a japán Egészségügyi Minisztériumnak dolgoztak. Isii Siró Marylandbe költözött, hogy ott biofegyver kutatásokat folytasson.
Sinozuka Josio, aki Harbinban maga is könyörtelen emberkísérletek elkövetője volt, 1997-ben egy perben tanúskodott. A pert 180 kínai civil indította a Japán állam ellen, akik bocsánatkérést és kártérítést követeltek a 731-es alakulat által meggyilkolt hozzátartozóikért. Sinozuka azt mondta:
A 731-es alakulat tagja voltam, és olyan dolgokat cselekedtem, amit emberi lénynek soha nem volna szabad.

## Tömegkultúra
A történteket több film is feldolgozta, a legismertebbek az 1988-as kínai készítésű Ember a Nap mögött (Men behind the Sun), melyhez három nemhivatalos folytatás is készült, és a 2008-as orosz készítésű Egy kés filozófiája (Philosophy of a Knife), de az X-akták egyik epizódja is utal rájuk, melynek emiatt is az egység száma a címe (731).